# یمین احمد چودوری مونا
یمین احمد چودوری مونا (بنگالی: ইয়ামিন মুন্না؛ زادهٔ ۲ اوت ۱۹۹۱) بازیکن فوتبال اهل بنگلادش است.
از باشگاه‌هایی که در آن بازی کرده است می‌توان به باشگاه فوتبال شیخ جمال دانموندی اشاره کرد.
وی همچنین در تیم ملی فوتبال بنگلادش بازی کرده است.